# 2. općinska nogometna liga Virovitica 1988./89.
"2. općinska nogometna liga Virovitica" za sezonu 1988./89. je bila liga osmog stupnja nogometnog prvenstva SFRJ. 
 
Sudjelovalo je ukupno 11 klubova, a prvak je bila "Viržinija" iz Brezovice. 

## Ljestvica
| mj. | klub                                                | ut.                       | pob.                      | ner.                      | por.                      | gol+                      | gol-                      | bod                       | bod-                      |
| --- | --------------------------------------------------- | ------------------------- | ------------------------- | ------------------------- | ------------------------- | ------------------------- | ------------------------- | ------------------------- | ------------------------- |
| 1.  | Viržinija Brezovica                                 | 18                        | 13                        | 3 (1)                     | 2                         | 65                        | 19                        | 27                        |                           |
| 2.  | Dinamo Kapela Dvor                                  | 18                        | 11                        | 4 (3)                     | 3                         | 78                        | 44                        | 25                        |                           |
| 3.  | Graničar Majkovac Podravski                         | 18                        | 10                        | 3 (1)                     | 5                         | 71                        | 46                        | 21                        |                           |
| 4.  | Plavi Jugovo Polje                                  | 18                        | 8                         | 6 (4)                     | 4                         | 45                        | 36                        | 19                        | -1                        |
| 5.  | Orešac                                              | 18                        | 8                         | 2 (0)                     | 8                         | 56                        | 38                        | 16                        |                           |
| 6.  | Banija Sokolac Podravski                            | 18                        | 8                         | 2 (1)                     | 8                         | 53                        | 62                        | 16                        | -1                        |
| 7.  | Brana Bačevac                                       | 18                        | 7                         | 4 (2)                     | 7                         | 69                        | 56                        | 15                        | -1                        |
| 8.  | Radnički Gaćište                                    | 18                        | 4                         | 3 (2)                     | 11                        | 43                        | 80                        | 10                        |                           |
| 9.  | Sloga Dugo Selo Lukačko                             | 18                        | 5                         | 3 (1)                     | 10                        | 35                        | 58                        | 10                        | -1                        |
| 10. | Budućnost/Slaven (Karađorđevo Gradinsko – Detkovac) | 18                        | 1                         | 0                         | 17                        | 15                        | 89                        | 1                         | -1                        |
|     | Mladost Vukosavljevica                              | isključeni u prvom dijelu | isključeni u prvom dijelu | isključeni u prvom dijelu | isključeni u prvom dijelu | isključeni u prvom dijelu | isključeni u prvom dijelu | isključeni u prvom dijelu | isključeni u prvom dijelu |

- Karađorđevo Gradinsko – danas dio naselja Detkovac
- Majkovac Podravski – danas dio naselja Žlebina
- Sokolac Podravski – tadašnji naziv za Vladimirovac

## Rezultatska križaljka
| kratica | klub                                                | BAN | BRA | BUDS | DIN | GRA | ORE | PLA | RAD | SLO | VIR | MLA |
| --- | --------------------------------------------------- | --- | --- | ---- | --- | --- | --- | --- | --- | --- | --- | --- |
| BAN | Banija Sokolac Podravski                            |     |     |      |     |     |     |     |     |     |     |     |
| BRA | Brana Bačevac                                       |     |     |      |     |     |     |     |     |     |     |     |
| BUDS | Budućnost/Slaven (Karađorđevo Gradinsko – Detkovac) |     |     |      |     |     |     |     |     |     |     |     |
| DIN | Dinamo Kapela Dvor                                  |     |     |      |     |     |     |     |     |     |     |     |
| GRA | Graničar Majkovac Podravski                         |     |     |      |     |     |     |     |     |     |     |     |
| ORE | Orešac                                              |     |     |      |     |     |     |     |     |     |     |     |
| PLA | Plavi Jugovo Polje                                  |     |     |      |     |     |     |     |     |     |     |     |
| RAD | Radnički Gaćište                                    |     |     |      |     |     |     |     |     |     |     |     |
| SLO | Sloga Dugo Selo Lukačko                             |     |     |      |     |     |     |     |     |     |     |     |
| VIR | Viržinija Brezovica                                 |     |     |      |     |     |     |     |     |     |     |     |
| MLA | Mladost Vukosavljevica                              |     |     |      |     |     |     |     |     |     |     |     |
| |                                                     |     |     |      |     |     |     |     |     |     |     |     |
| podebljan rezultat - utakmice od 1. do 11. kola (1. utakmica između klubova) rezultat normalne debljine - utakmice od 12. do 22. kola (2. utakmica između klubova) rezultat nakošen - nije vidljiv redoslijed odigravanja međusobnih utakmica iz dostupnih izvora rezultat smanjen * - iz dostupnih izvora nije uočljiv domaćin susreta prekrižen rezultat - poništena ili brisana utakmica p - utakmica prekinuta 3:0 p.f. / 0:3 p.f. - rezultat 3:0 bez borbe n.i. - nije igrano (_:_ 11 m) - rezultat u raspucavanju jedanaesteraca u slučaju neriješenog rezultata |                                                     |     |     |      |     |     |     |     |     |     |     |     |

 Izvori: